# (14323) 1979 MV1
(14323) 1979 MV1 (1979 MV1, 1997 NL11) — астероїд головного поясу, відкритий 25 червня1979 року.
Тіссеранів параметр щодо Юпітера — 3.554.